# Testament (muzička grupa)
Testament je američki treš metal bend iz Ouklanda.

## Istorija benda
Bend su 1983. pod imenom Legacy osnovali Erik Piterson i Derik Ramirez. Svoj debitantski studijski album The Legacy objavili su 1987, a popularnost su stekli drugim, The New Order iz 1988. Kroz bend je prošlo mnogo muzičara, a Piterson je ostao kao jedini stalni član. Do sada je objavio ukupno dvanaest studijskih albuma, posljednji Titans of Creation 2020. godine.

## Članovi benda
Sadašnja postava
- Čak Bili — vokal (1986—danas)
- Erik Piterson — prva i ritam gitara (1983—danas)
- Aleks Skolnik — prva gitara (1983—1993, 2001., 2005—danas)
- Stiv Diđorđo — bas-gitara (1999—2004, 2014—danas)
- Džin Hoglen — bubnjevi (1996—1997, 2012—danas)

Bivši članovi
- Greg Kriščn — bas-gitara (1983—1996, 2004—2014)
- Stiv Suza — vokali (1983—1986)
- Luj Klementi — bubnjevi (1983—1993, 2005)
- Džon Tempesta — bubnjevi (1993—1994, 2005)
- Dejv Lombardo — bubnjevi (1999)
- Pol Bostaf — bubnjevi (1993, 2007—2011)
- Glen Alvelej — gitara (1993, 1997—1998)
- Derik Ramirez — bas-gitara, gitara, vokal
- Džejms Marfi — gitara (1994—1996, 1998—1999)
- Džon Elen — bubnjevi (1999—2004, 2007)
- „Metal” Majk Hlašćak — gitara (2002)
- Džon Det — bubnjevi (1994—1995, 1997, 2000)
- Stiv Smit — gitara (2000—2004)
- Kris Kontos — bubnjevi (1995)

## Diskografija
- (1987)
- (1988)
- (1989)
- (1990)
- (1992)
- (1994)
- (1997)
- (1999)
- (2008)
- (2012)
- (2016)
- (2020)

## Spoljašnje veze
- Zvanični veb-sajt